# ニンフォレプシー

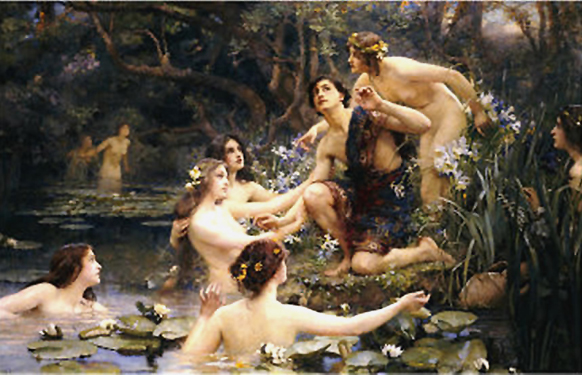
『ヒュラスと水のニンフたち』(1910年) ヘンリエッタ・レイ

ニンフォレプシー（英: Nympholepsy）は、人がニンフに憑依されるという古代ギリシア人の信仰。自分自身がニンフォレプシーであるとみなした人は、ニンフに大きな宗教的献身を示す。その一例は、ギリシアのアッティカ北東のヴァリ洞窟にあるニンフの聖域が建設されたサントリーニ島の遺跡である。

## 語源
ニンフォレプシーは、ギリシア旅行の際リチャード・チャンドラーが1775年に最初に使った言葉であり、「ニンフを凝視することで男性が捕らえられる熱狂または恍惚」と表現されている。それはギリシャ語で「花嫁」「美しい若い女性」「美しい乙女の形をした半神」を意味するニンフ（Nymphe）と、ギリシア語で「掌握」を意味するEpilepsisから来た英語のEpilepsyを繋ぎ合わせて生まれた。ソクラテスによれば、ニンフォレプシーの根本は適合や掌握であると暗示するが、プラトンの論文では、人においてはニンフォレプシーの体験は「衣服の引き裂き、唇の裂傷、または痙攣、または熱狂」を与える。プラトンは、彼の著作において、ニンフォレプシーは、「意識と雄弁が高まる」ことによって他人に示されることを暗示している。古代ギリシアにも「ニュンペレプトス」（Nymphleptos）という言葉があり、「ニンフに捕らえられた」という意味である。

## ニンフ

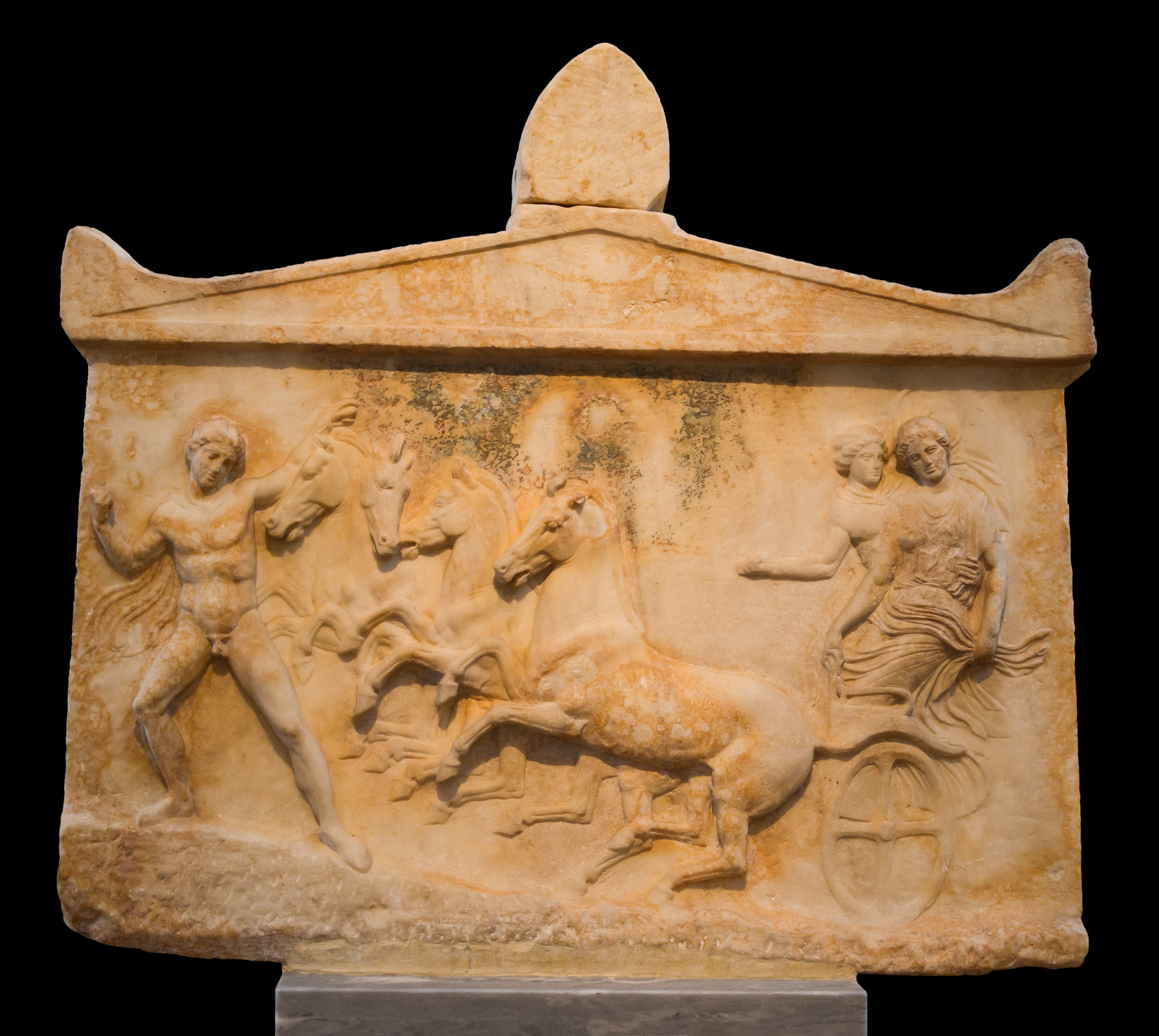
バジーレとエシュロスのニンフのレリーフ。

ニンフは自然界における女性の精霊精神として知られており、森林、川、泉、牧草地、山、海など自然の中のさまざまな側面の小さな女神だった。彼女らはしばしば、彼女らが支配する何らかの自然形態を象徴する美しい若い女性として描かれた。ニンフはほとんどの場合、ゼウス、川のオーケアノス、またはガイアの娘として描写され、何年もの間、その他の様々な神や女神たちが彼女らの親として扱われてきた。多くの神々には、様々なニンフの仲間がいるとも言われている。例えば、アルテミスは狩猟仲間としてニンフと組むと知られており、ポセイドーンはしばしばネーレーイスと呼ばれる海のニンフを伴い、ニンフの手メイドはオリンポスの女神たちの召使いとして一般的な仲間だった。オーケアニスやネーレーイスの等級のような最も年上のニンフたちは、不死の女神として知られていたが、ほとんどのニンフたちは非常に長く生きるが寿命は有限だった。

## アケデモスとヴァリ洞窟

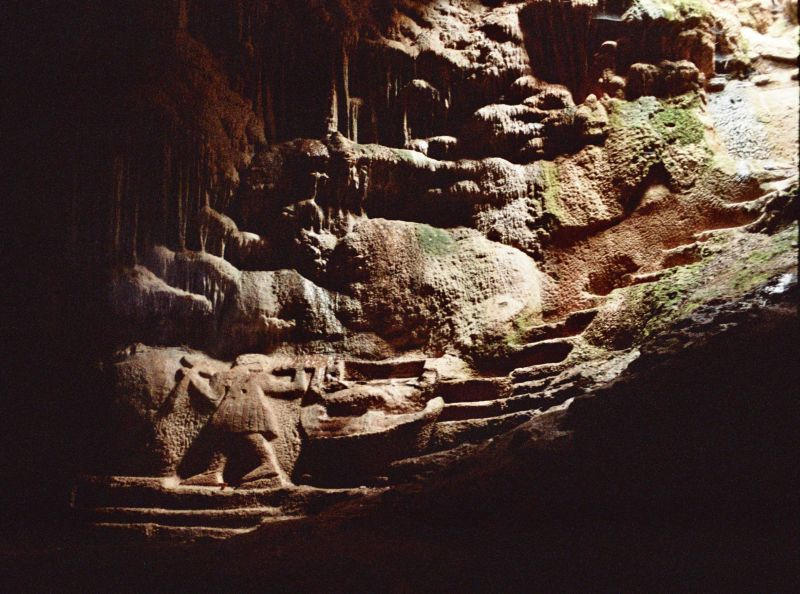
ヴァリ洞窟のアケデモスのレリーフ。

ヴァリ洞窟（Vari Cave）はニンフォレプトス洞窟（Nympholyptos Cave）とも呼ばれ、ギリシャのアッティカにあるヴァリの北東に位置している。ヴァリ洞窟はニンフと神々パーンとアポローンに捧げられた神殿である。それはパーンの洞窟としても知られており、ニュンペレプトであるアケデモスによって岩に特徴的なレリーフが彫刻されている。
アケデモスは現代でサントリーニ島として知られるティラ島の先住民で、ヴァリ洞窟から、318キロ離れた場所にいた。リチャード・チャンドラーのギリシャ旅行記によれば、アケデモスは故郷の町から移住し、後にニンフ、アポローン、パーンのために神殿を造るヴァリの洞窟から35.5キロ離れたのアッティカに定住した。それはアポローンとパーンにも捧げられた神殿だが、アケデモスは専ら「彼が憑り付かれたニンフのために」洞窟を作った。洞窟の中のアケデモスの記述によって、ヴァリ洞窟にはニンフのための住居と庭、そして水を汲む井戸が備わっていたと推定されている。
リチャード・チャンドラーは、1765年にヴァリ洞窟の発見を報告した最初の科学者だが、1901年にチャールズ・ヒールド・ウェラーによって初めて洞窟が発掘された。

## 大衆文化
現代の文化において、ニンフォレプシーは、「美しい若い少女によって男性に喚起される情熱」、「達成不可能な理想に対する欲望に起因する野生的な熱狂」と定義される。最も有名な例は、ウラジミール・ナボコフの『ロリータ』であり、主人公のハンバート・ハンバートは、思春期前の少女に執着しており、彼はニンフェットと呼ばれ、ニンフォレプトと自己表現している。若い少女に対する執着は、彼が若い頃に初めての恋人を失ったことで説明され、達成不可能な理想の定義として参照されている。

## 関連文献
- Smith, Horace (2013). Amarynthus, the Nympholept: A Pastoral Drama, in Three Acts, With Other Poems. London: Forgotten Books. (Original work published 1821)
- Larsson, Jennifer (2001). Greek Nymphs: Myth, Cult, Lore. New York City: Oxford University Press. ISBN 978-0-19-802868-0
- Moore, Steven. "Nympholepsy." In My Back Pages: Reviews and Essays. Los Angeles: Zerogram Press, 2017, pp. 727–38. ISBN 978-1-55713-437-0
- Pache, Corinne Ondine (2011). A Moment's Ornament: The Poetics of Nympholepsy in Ancient Greece. New York City: Oxford University Press. ISBN 978-0-19-533936-9